# British Journal of Photography
Il British Journal of Photography (BJP) è una rivista di fotografia, pubblicata da 1854 Media. Include articoli di approfondimento, profili di fotografi, analisi e recensioni tecnologiche.

## Storia
La rivista è stata fondata a Liverpool come Liverpool Photographic Journal nel 1854 e il suo primo numero è apparso il 14 gennaio 1854, rendendola la seconda testata fotografica più antica del Regno Unito dopo il Photographic Journal.  Venne stampato con cadenza mensile fino al 1857 quando divenne il Liverpool and Manchester Photographic Journal, pubblicato bisettimanalmente, poi Photographic Journal dal 1859 al 1860, quando ottenne il suo nome attuale. La rivista si trasferì a Londra nel 1864, prima a Covent Garden; poi nel 2007 a Soho; e nel 2013 a Shoreditch; poi nel 2017 a East India Dock.
Oggi la rivista è pubblicata mensilmente in versione cartacea e, da settembre 2011, in edizione online per iPad.
Dal 2018 organizza il concorso Portrait of Britain.